# Jason Spriggs
Jason Michael Spriggs (Elkhart, 17 maggio 1994) è un giocatore di football americano statunitense che milita nel ruolo di offensive tackle per gli Atlanta Falcons della National Football League (NFL).

## Carriera

### Green Bay Packers
Al college, Spriggs giocò a football all'Università dell'Indiana dal 2012 al 2015, dove fu titolare in tutte le quattro stagioni. Fu scelto nel corso del secondo giro (48º assoluto) del Draft NFL 2016 dai Green Bay Packers. Il 9 maggio 2016 firmò un contratto quadriennale del valore di 5 milioni di dollari.

### Chicago Bears
Il 17 aprile 2020 Spriggs firmò un contratto di un anno con i Chicago Bears.

### Atlanta Falcons
Il 26 luglio 2021 Spriggs firmò con gli Atlanta Falcons.